# Ȟ
Cette page contient des caractères spéciaux ou non latins. S’ils s’affichent mal (▯, ?, etc.), consultez la page d’aide Unicode.
Ȟ (minuscule : ȟ), appelée H caron ou H hatchek, est une lettre additionnelle latine utilisée dans l’écriture de l’assiniboine, du lakota ou du romani finlandais comme lettre à part entière. Il s’agit de la lettre H diacritée d'un caron.

## Utilisation
En lakota ‹ ȟ › représente une consonne fricative vélaire sourde /x/, et parfois une consonne fricative uvulaire sourde /χ/. L’éjective de cette consonne, /xʼ/, est aussi notée avec cette lettre mais avec l’addition de l’apostrophe ‹ ȟʼ ›. Elle est aussi utilisée dans les digrammes ‹ kȟ ›, ‹ pȟ › et ‹ tȟ ›.
Contrairement à la pratique avec d’autres lettres à ascendante où le caron est substitué pour une virgule en exposant, comme pour L caron ‹ ľ › en slovaque ou D caron ‹ ď › et T caron ‹ ť › en slovaque et tchèque, le caron du H caron n’est pas substitué en lakota.
Il est aussi utilisé comme symbole du boson de Higgs.
Le nombre de locuteurs utilisant cette lettre est de 14 640 personnes.

## Représentations informatiques
Le H caron peut être représenté avec les caractères Unicode suivants :
- précomposé (latin étendu B) :

| formes    | représentations | chaînes de caractères | points de code | descriptions                    |
| --------- | --------------- | --------------------- | -------------- | ------------------------------- |
| majuscule | Ȟ               | Ȟ                     | U+021E         | lettre majuscule latine h caron |
| minuscule | ȟ               | ȟ                     | U+021F         | lettre minuscule latine h caron |

- décomposé (latin de base, diacritiques) :

| formes    | représentations | chaînes de caractères | points de code | descriptions                                |
| --------- | --------------- | --------------------- | -------------- | ------------------------------------------- |
| majuscule | Ȟ               | H◌̌                    | U+0048 U+030C  | lettre majuscule latine h diacritique caron |
| minuscule | ȟ               | h◌̌                    | U+0068 U+030C  | lettre minuscule latine h diacritique caron |

## Sources
- (en) Erkki Kolehmainen et Klaas Ruppel, Proposal to add 2 Latin characters to ISO/IEC 10646 (no L2/98-062, N1619), 1er juillet 1997 (lire en ligne)